# 29SS
29SS는 일본이 개발중인 최신형 디젤 스텔스 잠수함이다. 소류급 잠수함의 후속 모델이다. 리튬 이온 배터리를 사용하며, AIP 엔진은 없다.

## 역사
건조가 시작된 헤이세이(平成) 29년(2017년)에서 따와 29SS라 불린다. 소류급 보다 배수량이 100톤 늘어났다.
아이폰, 테슬라에 사용되는 리튬 이온 배터리를 사용하는 세계 최초의 잠수함 함급이다. 소류급 잠수함은 12척 중에서 11번, 12번함이 리튬 이온 배터리를 사용했다.
2020년 10월 14일, 초도함의 진수식을 했다. 선체는 기존형과 비교해 상대가 한층 탐지하기 어려운 형상으로 설계됐고, 리튬이온 전지를 탑재해 잠항 시간을 길게 설계됐다. 총건조비는 약 760억 엔이 투입됐다. 일본의 잠수함 부대가 기존 16척 체제에서 22척 체제로 전환되는 시대가 왔다고도 보도했다.

### 성능
소류급 잠수함과 외형만 유사할 뿐, 내용물은 완전히 다른 스펙인 잠수함이다.

#### 바이스태틱 센서 체계
기존 잠수함에는 없던 협동 교전 능력이 강화되어, 아군이 방사한 액티브(Active) 핑을 수신해, 적함의 위치를 식별해서 무기를 발사하는 능력을 갖추었다.

#### 하푼 / 지상 공격 능력
하푼 블록 2를 무장하고 지상 공격 능력도 가질 예정이다.

#### 원자력 잠수함 개조 가능성
소형 원자로 기술을 갖고 있는 일본은 29SS를 건조할 때, 원자력 잠수함으로 개조할 것을 염두에 두고 건조했다는 평가도 있다.

## 토마호크 미사일

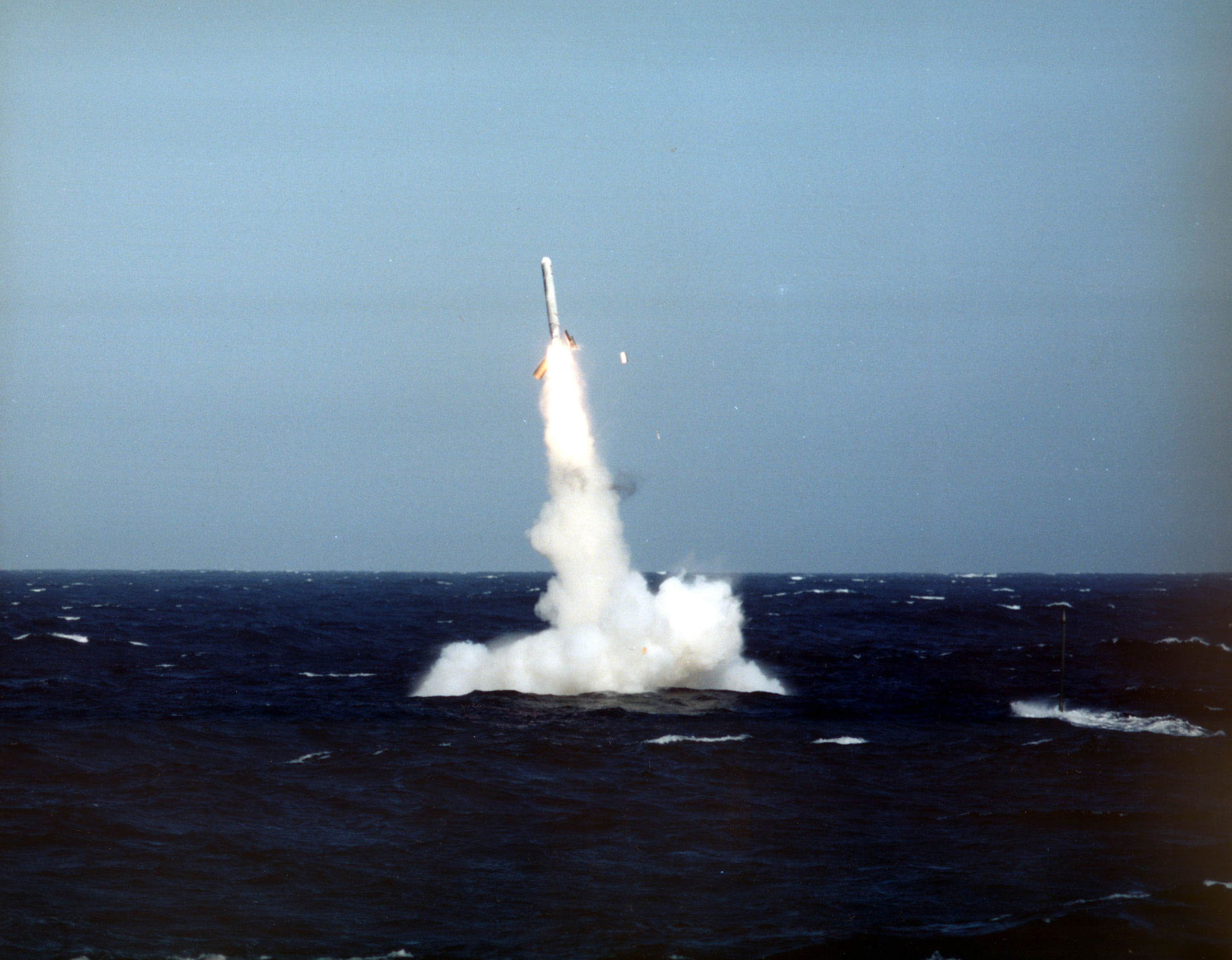
잠수함에서 발사되는 미국 토마호크 미사일

2017년 9월 3일, 북한이 북한 6차 핵실험을 했다.
9월 5일, 아베 신조 일본 총리의 측근인 가와이 가쓰유키 자민당 총재 외교특별보좌관은 인도 뉴델리에서 강연을 하면서 "개인적으로는 자위대가 중거리 탄도미사일(IRBM)이나 순항미사일을 가질 가능성을 진지하게 검토해야 할 시기라고 생각한다"고 말했다. 개인 의견을 전제로 달았지만 아베 총리의 최측근으로 꼽히는 인물이라 발언의 무게가 가볍지 않다.
9월 10일, 일본 언론에 따르면 도널드 트럼프 미국 대통령은 최근 트위터를 통해 한일에 고성능 군사장비의 대량구입을 허용할 것이라고 발언했으며 이에 북한의 미사일 기지 선제공격에 사용되는 순항미사일 '토마호크' 매각도 인정될 가능성이 있는 것으로 알려졌다.
일본 방위성은 2018년 예산안에 '도서방위용 신대함유도탄'의 연구비 77억엔(약 753억원)을 책정하고 신형 대함미사일 개발을 시작하는데, 여기에 기술적으로 공통점이 많은 대지미사일 기능도 갖추도록 할 예정이다. 2022년 시험제품을 완성하는 것을 목표로 하고 있다.
2017년 11월 22일, 요미우리 신문은 방위성이 개발할 이 미사일에 대해 "적에게 점령된 외딴 섬 탈환이 주목적이지만, 성능상 '적(敵)기지 공격'이 가능해 대북(對北) 억지력 향상에도 도움이 될 전망"이라면서 "일본이 대지 순항 미사일을 본격 개발하기는 이번이 처음"이라고 설명했다. 적에게 점령된 외딴 섬 탈환이란 독도를 의미하는 것일 수 있다.
미국의 순항미사일 토마호크와 공통점이 많기 때문에 방위성 내에선 '일본판 토마호크'로 부르고 있다. 사정거리는 300 km 이상으로, 전용차량이나 호위함, 초계기, 전투기 등에서 발사가 가능하고, 위성항법장치(GPS) 등을 이용하면서 저공으로 비행, 목표물을 파괴하는 방식을 상정하고 있다. 스텔스 기능을 높여 토마호크보다 레이더망을 잘 통과하고 비행 도중 진로를 바꿀 수 있는 등 요격을 어렵게 하는 기능도 검토하고 있다.
미국 토마호크 미사일의 주된 특징은, 잠수함의 533 mm 중어뢰 발사관에서 발사가능하다는 점인데, 일본의 보도는 이지스함에만 배치할 것이라지만, 미사일 개발일정과 비슷한 시기에 건조될 예정인 29SS 잠수함에 탑재될 가능성이 있다. 한국은 이미 잠수함에 국산 토마호크인 현무-3를 탑재하고 있다. 2011년 2월 손원일급 잠수함에 함대지 순항 미사일 '청룡'을 잠수함 발사용으로 개량한 사거리 500 km 잠대지 순항미사일을 운용중이다.
히로시마 나가사키 핵공격으로 태평양 전쟁에서 패전한 일본은, 잠수함에서 발사하여 독도의 군사기지를 파괴하는 미사일을 보유한 적이 없었다. 이번에 최초로 개발하는 것으로, 도널드 트럼프 대통령이 이를 승인했다.

## 같이 보기
- 대만 자체 건조 방어형 잠수함
- 도산안창호급 잠수함